# Vodafone
Це стаття про британську телеком компанію, якщо Ви шукаєте про оператора мобільного зв'язку в Україні, який працює під брендом цієї компанії, див. статтю Vodafone Україна.
Водафон (англ. Vodafone Group Plc) — британська міжнародна телекомунікаційна компанія з штаб-квартирою у Лондоні (юридично компанія зареєстрована в м. Ньюбері, що в графстві Беркшир). Є другим за величиною мобільним оператором у світі (після China Mobile) — як за кількістю абонентів так і за рівнем доходу станом на 2013. Понад 449 млн абонентів в Європі, на Близькому Сході, в Африці та Південно-Східній Азії користуються послугами Vodafone.
Компанії належать мережі в 21 країнах світу (з них 4G — у 18 країнах), також вона має партнерські мережі в понад 40 інших країнах. Його структурний підрозділ Vodafone Global Enterprise веде діяльність у сфері телекомунікацій та обслуговування в IT у понад 65 країнах.
Акції компанії котуються на Лондонській фондовій біржі та є складовою частиною індексу FTSE 100 Index.

## Назва
Назва «Vodafone» — це скорочення від англомовних слів «voice data phone» (голос, інформація, телефон).

## Історія
Заснована в 1984 році під назвою Racal Telecom ltd як дочірня компанія Racal Electronics' Plc, виробника електроніки, в тому числі військового призначення. Перший дзвінок в аналоговій мережі було здійснено 1 січня 1985 року. У 1991 році Racal Telecom був виділений з компанії Racal Electronics і перейменований на Vodafone Group. Назва – скорочення від VOice DAta FONE (phone).
У липні 1992 року запущено першу GSM-мережу Vodafone у Великій Британії. У 1999 році була куплена телекомунікаційна компанія США AirTouch Communications, яка володіла 35-відсотковою часткою у найбільшому мобільному операторі Німеччини Mannesmann. Пізніше того ж року активи компанії в США були об'єднані з підрозділом мобільного зв'язку компанії Verizon Communications, в результаті було створено оператор Verizon Wireless. У 2000 році було викуплено всі акції Mannesmann.
З 2001 року Vodafone почала розвивати систему партнерств, розпочавши з датського оператора TDC; система дозволяла розширювати міжнародне покриття без інвестицій.
У 2012 році за 1,7 млрд. доларів була куплена компанія Cable & Wireless Worldwide (CWW), оператор комунікаційних мереж для бізнесу.
У вересні 2013 року за 130 млрд доларів було продано частку у Verizon Wireless.
На початку 2024 року стало відомо, що британський оператор мобільного зв'язку Vodafone Group Plc уклав угоду про стратегічне партнерство із американською Microsoft Corp. терміном 10 років. За цей час компанія вкладе $1,5 млрд у спільно розроблені хмарні технології та послуги ІІ, а Microsoft інвестує у платформу для підключення інтернету речей.
На початку жовтня 2024 року компанія Vodafone оголосила про поглиблення стратегічного партнерства з материнською компанією Google  Alphabet Inc. в рамках 10-річної угоди на суму понад $1 млрд. Нова угода дозволить американському технологічному гіганту постачати нові покоління пристроїв на базі ШІ клієнтам по всій Європі і Африці.

## Власники та керівництво
Акції Vodafone знаходяться у вільному обігу, ринкова капіталізація складає близько 57 млрд фунтів стерлінгів (2015).
Голова ради директорів — Жан-Франсуа ван Боксмер (з 2020).
Генеральний директор — Нік Рід (з 2018).

## Vodafone в Європі

Країни присутності Vodafone Group (як у сфері мобільного зв'язку так і у інших сферах, станом на 2011 рік)

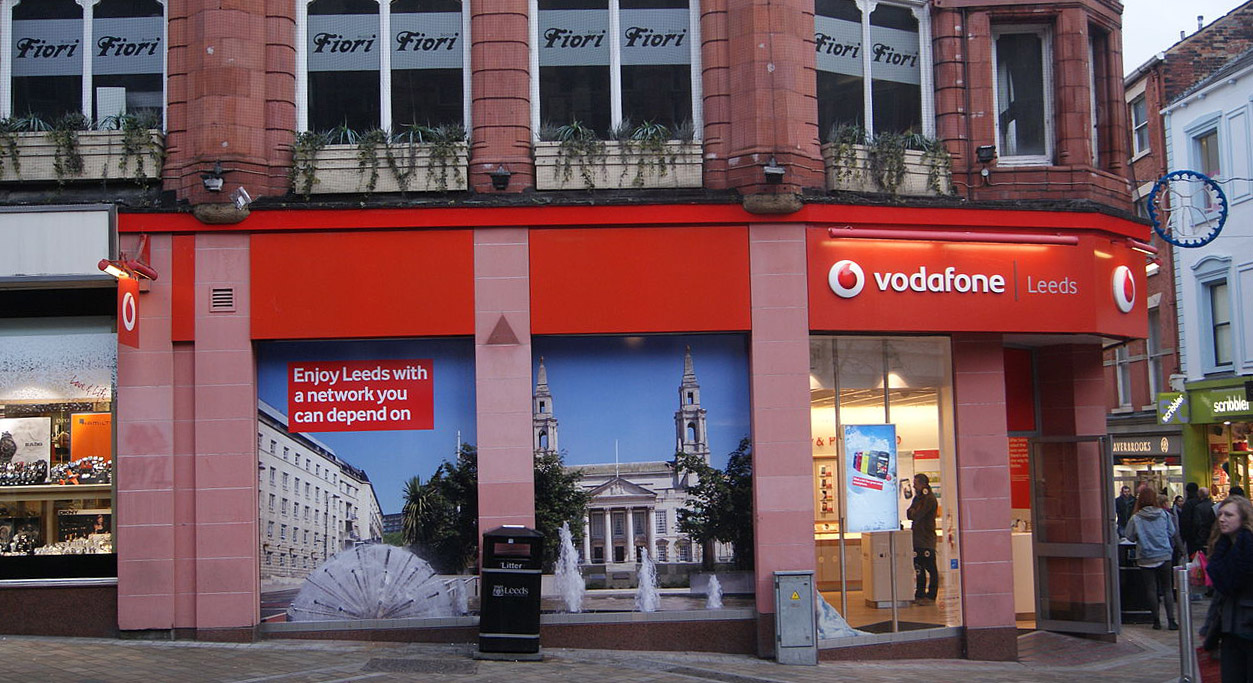
Пункт продажу Vodafone у м. Лідс, Англія (2012)

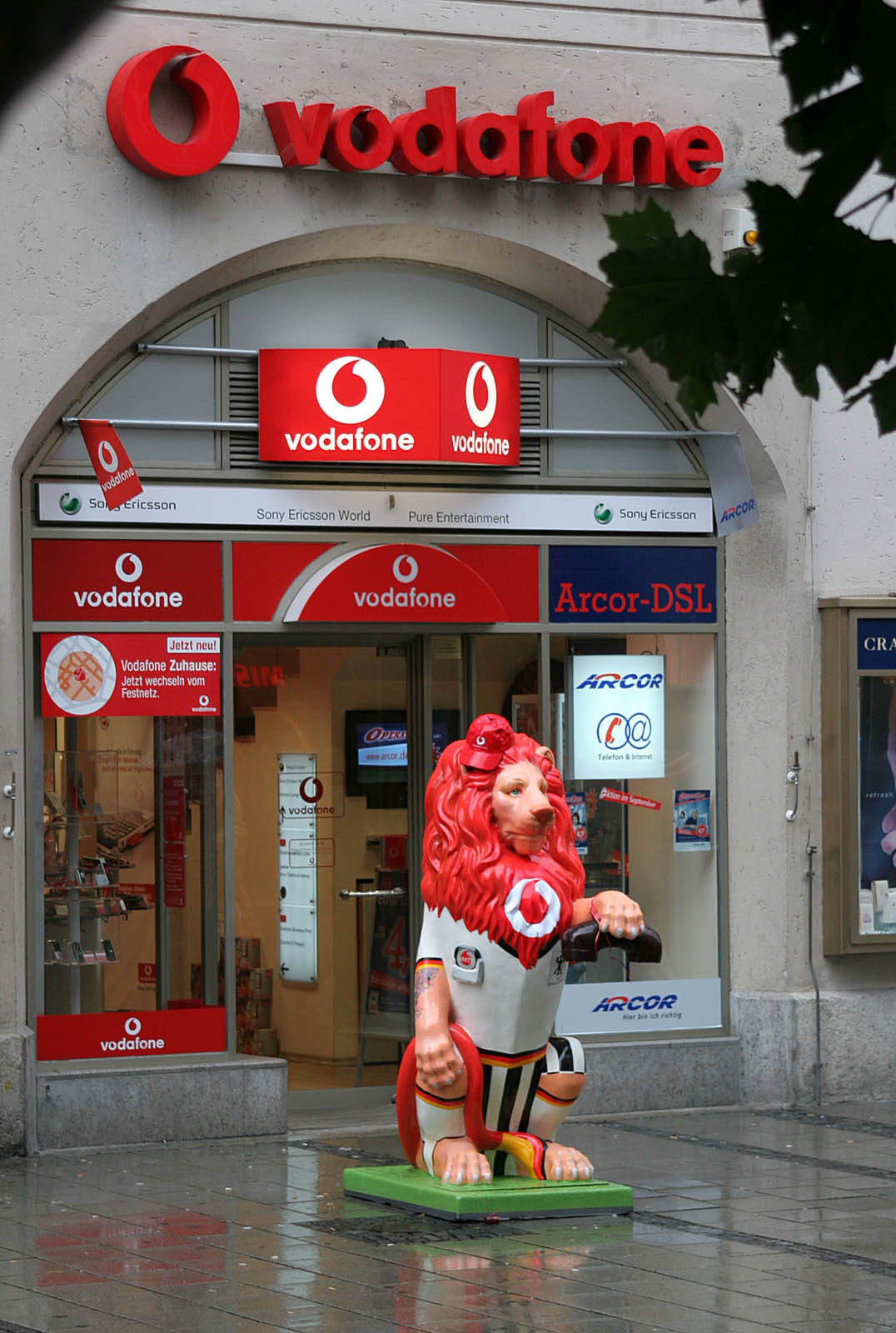
Vodafone у Мюнхені, Німеччина (2005)

Vodafone діє в таких країнах Європи (дані про кількість абонентів на грудень 2005 року):
| Австрія | A1                                       | 0 %     | --                          | 38.7 %; 1/4  | T-Mobile, One, 3               |
| Азербайджан | Azerfon-vodafone                         | 80 %    | 1 300 000                   | 3 %; 4/4     | Azercell, Bakcell, Nar Mobile  |
| Албанія | Vodafone                                 | 99.9 %  | 919 000                     | 48 %; 2/2    | AMC                            |
| Бельгія | Proximus                                 | 0 %     | --                          | 48.7 %; 1/4  | Base, Mobistar                 |
| Болгарія | Mobiltel                                 | 0 %     | 4 000 000                   | 52.5 %; 1/4  | GloBul,Vivatel                 |
| Велика Британія | Vodafone                                 | 100 %   | 16 939 000                  | 24 %; 2/5    | O2, T-Mobile, 3, Orange UK     |
| Німеччина | Vodafone (D2)                            | 100 %   | 30 622 000                  | 35.64 %; 2/4 | T-Mobile, E-Plus, O2           |
| Греція | Vodafone (Panafon)                       | 99.9 %  | 4 955 000                   | 35.6 %; 2/4  | Cosmote, TIM Hellas, Q-telecom |
| Данія | TDC Mobil                                | 0 %     | --                          | 41.4 %; 1/4  | Sonofon, Telia, 3              |
| Естонія | Elisa Eesti AS                           | 0 %     | --                          | ?%; 1/3      | Tele2, EMT                     |
| Ірландія | Vodafone (Eircell)                       | 100 %   | 2 178 000                   | 51 %; 1/4    | O2, Meteor, 3                  |
| Ісландія | Vodafone (Og Vodafone; Tal, Íslandssími) | 0 %     | --                          | 35 %; 2/2    | Síminn, Sko, HIVE              |
| Іспанія | Vodafone (Airtel)                        | 100 %   | 14 464 000                  | 33.1 %; 2/4  | movistar, Orange, Yoigo        |
| Італія | Vodafone (Omnitel)                       | 76.86 % | 20 129 000                  | 35 %; 2/4    | 3, FASTWEB, Iliad, TIM, Wind   |
| Кіпр | Cytamobile-Vodafone                      | 0 %     | --                          | 89.5 %; 1/2  | Areeba                         |
| Латвія | Bitė Latvija                             | 0 %     | --                          | ?%; 3/3      | LMT GSM,Tele2                  |
| Литва | Bitė Lietuva                             | 0 %     | --                          | ?%; 2/3      | Tele2, Omnitel                 |
| Люксембург | LUXGSM                                   | 0 %     | --                          | 64 %; 1/5    | Tango, VOXmobile               |
| Мальта | Vodafone (Telecell)                      | 100 %   | 188,000                     | 54 %; 1/2    | Go Mobile                      |
| Нідерланди | Vodafone (Libertel)                      | 99.9 %  | 3 817 000                   | 24.2 %; 2/4  | KPN, T-Mobile, Orange          |
| Польща | Plus GSM                                 | 19.6 %  | 2,112,000                   | 33 %; 2/3    | Orange, Play, T-Mobile         |
| Португалія | Vodafone (Telecel)                       | 100 %   | 4 618 000                   | 37.2 %; 2/3  | TMN, Optimus                   |
| Румунія | Vodafone (Connex)                        | 100 %   | 7 717 000                   | 45.4 %; 2/5  | Orange, Cosmote, Zapp Mobile   |
| Північний Кіпр | KKTC Vodafone                            | 100 %   | --                          | ?;2/2        | KKTCell                        |
| Словенія | Si.mobil-Vodafone                        | 0 %     | --                          | 24.9 %; 2/3  | Mobitel                        |
| Туреччина | Vodafone (Telsim)                        | 100 %   | 12 748 000                  | 24 %; 2/3    | Turkcell, Avea                 |
| Угорщина | Vodafone                                 | 100 %   | 2 134 000                   | 21.41 %; 3/3 | T-Mobile, Pannon               |
| Україна | Vodafone                                 | 0 %     | 20,25 млн.                  | 39.53 %; 2/3 | Київстар, lifecell             |
| Фінляндія | Elisa Oyj (Radiolinja)                   | 0 %     | --                          | 30 %; 1/3    | Sonera, Finnet                 |
| Франція (європейська частина) | SFR                                      | 43.9 %  | 17 101 000 (30 червня 2005) | 36 %; 2/3    | Orange, Bouygues Télécom       |
| Хорватія | VIPnet                                   | 0 %     | --                          | 42.9 %; 2/3  | T-Mobile, Tele2                |
| Чехія | Vodafone (Oskar)                         | 100 %   | 2 413 000                   | 19.62 %; 3/3 | O2, T-Mobile                   |
| Швеція | Telenor (Vodafone; Europolitan)          | 0 %     | --                          | 16 %; 3/4    | Telia, Tele2, 3,               |
| Швейцарія | Swisscom                                 | 0 %     | --                          | 62 %; 1/3    | Orange SA, TDC, Tele2          |
| * Оператор, понад 50 % акцій якого належить материнській компанії, вважається дочірнім; При володінні менше 50 % акцій оператор вважається афілійованим. Оператори, чиї акції не належать Vodafone, вважаються партнерами. |                                          |         |                             |              |                                |

У жовтні 2007 року стало відомо, що компанія Tele2 продала свої підрозділи в Іспанії та Італії компанії Vodafone за 775 млн євро.

### В Україні
16 жовтня 2015 року другий за величиною абонентської бази мобільний оператор в Україні «МТС Україна» оголосила про договір з Vodafone щодо спільного запуску в Україні цілих спектрів сервісів, включаючи послугу мобільного інтернет-доступу на основі 3G-технології. «МТС Україна» поступово перейшла на бренд Vodafone, спочатку два бренди існували паралельно.